# ブルターニュ出身者の一覧
ブルターニュに関連する人物の一覧。

## 時代順の一覧
（時代順になってません。整理中）
- ベルトラン・デュ・ゲクラン - 百年戦争を代表する傭兵
- アンヌ・ド・ブルターニュ - 独立ブルターニュ公国最後の女公
- ルイーズ・ケルアイユ - イングランド王チャールズ2世の愛妾
- ジャック・カルティエ - 航海者。カナダを発見
- イヴ＝ジョゼフ・ド・クルゲラン＝トレマレック（en:Yves-Joseph de Kerguelen-Trémarec） - 航海者。ケルゲレン諸島を発見。
- レネ・デュゲトルーアン - 海賊
- ピエール・ルイ・モーペルテュイ - 数学者
- ジュリアン・オフレ・ド・ラ・メトリー - 哲学者・医師
- フェリシテ・ド・ラムネー - 思想家・カトリック聖職者
- ジャコバン派（ブルトンクラブが前身）
- ジャン・ヴィクトル・マリー・モロー - 軍人
- フランソワ＝ルネ・ド・シャトーブリアン - 作家・政治家
- ジョゼフ・フーシェ - フランス第一帝政期の政治家
- ピエール・アベラール
- ルネ・ラエネック（en:René Laennec） - 医師。聴診器を発明
- ジュール・シモン（en:Jules Simon） - フランスの政治家
- エルネスト・ルナン - フランスの哲学者
- オーギュスト・ヴィリエ・ド・リラダン - フランスの作家
- ジョルジュ・ブーランジェ - フランスの軍人・政治家
- アリスティード・ブリアン - フランスの政治家
- ジュール・ヴェルヌ - フランスを代表するSF小説家
- ルイ・オベール - 作曲家
- ギィ・ロパルツ - 作曲家
- マックス・ジャコブ（en:Max Jacob） - 詩人・画家
- ジャン＝マリー・ルブリ
- ジョルジュ・フランジュ
- ジャン＝マリー・ルペン - フランスの政治家
- ブリジット・フォンテーヌ - 歌手
- ベアトリス・ダル - 俳優

- ブルターニュの諸聖人（カトリック教会中央によって列聖され命日が定められたわけではない、地元の星の数ほどの聖人）

## 在外
- ジャック・ケルアック（-）

## 架空の人物
- (?)トリスタン ～ トリスタンとイゾルデ（-）
- (?)アーサー王（-）
- ローランド

## ブルターニュで活動した人物
- プランタジネット家（-）
- シャルル8世 (フランス王)（-）
- ルイ12世 (フランス王)（-）
- ポール・ゴーギャン（-）
- アンドレ・ブルトン（ノルマンディー出身）